# I Won't Let the Sun Go Down on Me
I Won't Let the Sun Go Down on Me is een nummer van de Britse zanger Nik Kershaw. Het is de eerste single van zijn Kershaws debuutalbum Human Racing uit 1984. De single werd oorspronkelijk op 9 september 1983 in het Verenigd Koninkrijk en Ierland op single uitgebracht. Op 4 juni 1984 werd de single heruitgegeven in Europa, Australië, Nieuw-Zeeland, de VS en Canada.

## Achtergrond
Het nummer werd geschreven tegen het einde van de Koude Oorlog, als een satire over de vechtende supermachten de Sovjet-Unie en de Verenigde Staten. Toen het nummer op 9 september 1983 uitsuitend in het Verenigd Koninkrijk en Ierland werd uitgebracht, werd het niet zo'n heel grote hit. Opvolger "Wouldn't It Be Good" werd echter een wereldhit, dus besloot Kershaw om "I Won't Let the Sun Go Down on Me" op 4 juni 1984 opnieuw als single uit te brengen. Dit keer wél met succes, want de plaat veroverde in bijna heel West-Europa, Australië, de VS en Canada de hitlijsten. In thuisland het Verenigd Koninkrijk behaalde de plaat de 2e positie in de UK Singles Chart. In Ierland werd de 4e positie bereikt, Australië de 17e, Canada de 94e, Zweden de 10e, Duitsland de 12e, Denemarken de 3e, Noorwegen de 8e en in Finland de 26e positie.
In Nederland was de plaat op maandag 9 juli 1984 de 228e AVRO's Radio en TV-Tip op Hilversum 3 en werd een grote hit in de destijds drie landelijke hitlijsten op de nationale publieke popzender. De plaat bereikte de 6e positie in de Nederlandse Top 40. In zowel de Nationale Hitparade als de TROS Top 50 werd de 5e positie bereikt. In de Europese hitlijst op Hilvetsum 3, de TROS Europarade, werd de 17e positie bereikt. 
In België bereikte de plaat de 5e positie in zowel de voorloper van de Vlaamse Ultratop 50 als de Vlaamse Radio 2 Top 30. In Wallonië werd géén notering behaald.
De plaat werd gebruikt in de Vlaamse film 'Niet Schieten' waarin Jan Decleir de hoofdrol speelt.
In de sinds december 1999 jaarlijks uitgezonden NPO Radio 2 Top 2000 van de Nederlandse publieke radiozender NPO Radio 2, stond de plaat uitsluitend in 1999 en 2000 in de lijst der lijsten genoteerd, met als hoogste notering een 1717e positie in 2000.

## NPO Radio 2 Top 2000
| Nummer met noteringen in de NPO Radio 2 Top 2000 | '99  | '00  |
| ------------------------------------------------ | ---- | ---- |
| I Won't Let the Sun Go Down on Me                | 1754 | 1717 |

1. ↑  Een vetgedrukt getal geeft de hoogste notering aan.
2. ↑  Deze tabel is bijgewerkt tot en met de laatste editie (2024).